# Слаутное
Слаутное — село в Пенжинском районе Камчатского края России. Образует сельское поселение село Слаутное.

## География
Слаутное расположено на крайнем севере Камчатского края в континентальной части Пенжинского района в среднем течении реки Пенжины между руслами двух небольших рек — Слаутной и Голодного Ключа.

## Природа
Слаутное расположено в зоне очень сурового континентального субарктического климата. Зимы здесь отличаются очень сильными морозами, лето короткое, но относительно тёплое. Эти особенности отличают Слаутное от других сел района, которые расположены ближе к побережью холодного Охотского моря. Природные ландшафты отличаются большим разнообразием. Здесь растут деревья: тополь, ольха, ива, рябина. Много кедрового стланика и ягодников. Для прилегающих к селу Слаутное территорий характерно разнотравие. Много целебных растений, таких как кровохлёбка, бадан тихоокеанский. В местном редколесье довольно много медведей, которые часто выходят в поисках пищи к самому селу.
И хотя село расположено на некотором удалении от русла реки Пенжина, здесь довольно часто случаются наводнения. Паводки нередко продолжаются до двух месяцев. В 1997 году из-за таяния обильных снегов и сильных дождей уровень воды превысил отметку в 10 метров. В сухие годы в окрестностях Слаутного нередко возникают лесные пожары.

## Население
По данным, почерпнутым из «паспорта муниципального образования», в 2007 году в селе Слаутное проживало 349 человек. Большинство (229) — представители коренных народов Севера. Главным образом — коряки, хотя есть несколько человек, которые относят себя к чукчам и эвенам. Треть села составляет пришлое население, главным образом русские.
На 01.01.2009 г.:  56,5% - коряки. 37,9% - славяне. 3,4% - эвены. 2,3% - чукчи.
| 2002 | 2010 | 2012 | 2013 | 2014 | 2015 | 2016 |
| ---- | ---- | ---- | ---- | ---- | ---- | ---- |
| 478  | ↘280 | ↘279 | ↘267 | ↘257 | ↘247 | ↘240 |
| 2017 | 2018 | 2019 | 2020 | 2021 |      |      |
| ↘235 | ↘230 | ↗231 | ↗232 | ↗267 |      |      |

## История
У села Слаутное фактически двойной день рождения. В 1932 году Слаутное было образовано как центр недавно созданного оленеводческого совхоза Пенжинский. Причем создавалось это сельхозпредприятие довольно странно. Оленей советская власть якобы покупала у местных коряков. В ведомостях значились колоссальные по тем временам суммы (в одной 380 тысяч рублей в другой 80 тысяч), но никто из оленеводов этих денег не получил. Тем не менее, село росло и получило даже корякское имя Яёлкагинын. В начале 50-х годов XX века на Пенжине случилось сильное наводнение, которое фактически смыло Слаутное. После этого жители перебрались на новое место и заново отстроили село уже на более возвышенном месте.

## Экономика
Небольшое население Слаутного занимается разведением северного оленя. В позднесоветское время стада оленей из Слаутного сгонялись в августе-сентябре в бухту Натальи, где производился забой животных, разделка, заморозка мяса и первичная обработка (засолка и замораживание) шкур. Далее продукция вывозилась на судне-рефрижераторе в Петропавловск-Камчатский.
В тундре вблизи Слаутного охотятся, в реках много рыбы. Сюда заходит на нерест кета. У многих жителей Слаутного есть огороды. Выращивают картофель, другие холодостойкие культуры. В теплицах созревают и другие овощи. Примерно 50 человек заняты на муниципальных предприятиях или ведомствах (ЖКХ, школа, администрация). В селе как частные предприниматели зарегистрировано 4 человека. Около 40 человек имеют статус безработных.

## Транспорт
Слаутное — одно из самых труднодоступных сел Камчатского края. Зимой на высокопроходимой технике по зимнику можно добраться до районного центра Каменское (около 200 километров). Коротким северным летом топливо и продовольствие в Слаутное завозят по Пенжине баржами. Есть вертолетная площадка. Пассажирский вертолет летает два раза в месяц.

## Сельское поселение
Статус и границы сельского поселения установлены Законом Корякского автономного округа от 2 декабря 2004 года № 365-ОЗ «О наделении статусом и определении административных центров муниципальных образований Корякского автономного округа».

## Управление
С 2005 по 2016 год селом руководила Елена Уревна. Бывшая учительница физической культуры была выдвинута на этот пост местной общиной Хоятта и была поддержана районной ассоциацией коренных и малочисленных народов Севера. Формально является членом партии «Единая Россия». На посту главы Слаутного Елена Уревна сменила Светлану Скревскую, которая сейчас руководит Манильской средней общеобразовательной школой.

## Известные жители
- Бавин, Юрий Сергеевич (р. 1994) — футболист, полузащитник клуба «СКА-Хабаровск».
- Мизинин, Владимир Николаевич (р. 1954) — председатель Думы Корякского автономного округа, член Совета Федерации.